# Buharda

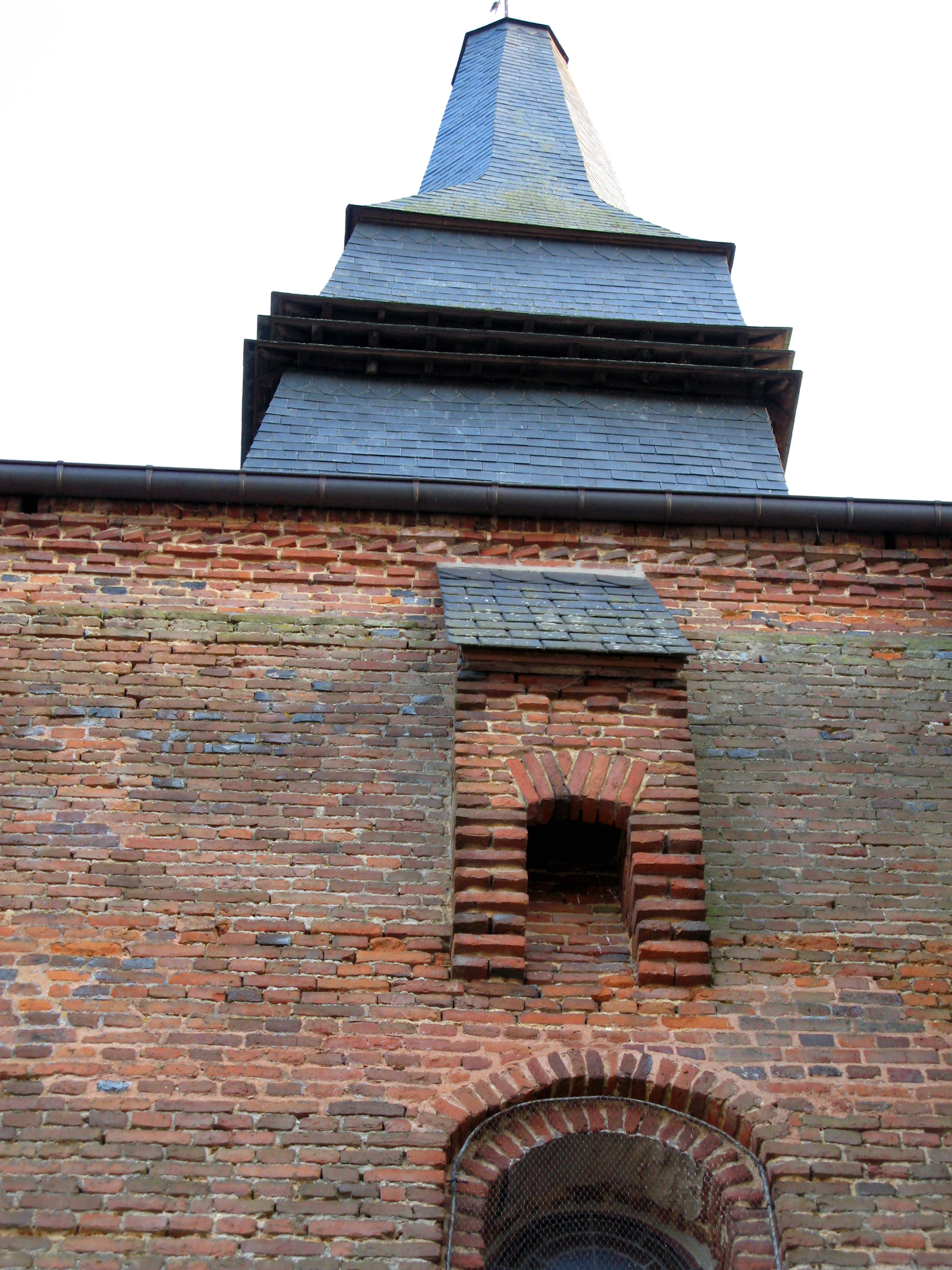
Buharda de la fachada norte de la iglesia fortificada de Archon en Francia

Una buharda o ladronera era antiguamente un habitáculo defensivo rectangular que sobresale del muro a forma de balcón, corredor o andamio corrido con que se coronaran los muros antes de la invención o introducción de los matacanes para resguardar a los tiradores.
Las buhardas se hicieron frecuentes en el siglo XIII excepto en las esquinas, donde estaban más bien adornadas con torres o garitas, una especie de buharda de esquina que tomaban la forma de una caja de mayor volumen, cuadrada o cilíndrica (portilla o torreta cilíndrica), que contenía un habitación pequeña. Las buhardas de fachada también son poco comunes y constituyen un recurso provisional destinado a sustituir los matacanes, o incluso los rellanos cuando faltaban.
Con el declive de los elementos defensivos de la arquitectura militar en la Edad Media, en el siglo XV, la buharda asumió una función decorativa (“falsa buharda”).
Esta pequeña puerta de entrada tiene generalmente forma de paralelepípedo y se eleva sobre un recinto militar (muro, muro cortina, etc.) o, más a menudo, sobre la puerta principal. Este tipo de estructura defensiva está dotada de un suelo perforado que protege el pie del muro mediante chorros de proyectiles. Las primeras calzadas de madera, incluida la hora, una especie de galería vulnerable al fuego, fueron sustituidas por otras de piedra, un verdadero paso cubierto que rodeaba toda la fortaleza.

## Etimología
Viollet-le-Duc los llama hourd y brétéche, y se extiende largamente en su descripción. La etimología parece visible en la primera voz francesa de nuestra buharda y buhardilla. La palabra buharda deriva del castellano bufarda, a su vez de bufar, voz onomatopéyica.

## Evolución histórica

### Elemento con función defensiva
Inicialmente la buharda era una estructura de madera en el siglo XI, la cual apareció en las fortificaciones bizantinas, luego en los castillos de los cruzados en Tierra Santa, la buharda se construía sobre ménsulas o consolas, luego sobre soportes de madera y posteriormente en piedra. En fases tardías, toda la estructura fue construida en piedra para protegerla de las flechas llameantes y finalmente sería reemplazdos por matacanes continuos que rodeaban todo el muro.
La buharda, se convirtió en un dispositivo predominante en términos de flanqueo a partir del siglo XIII, se abre en la parte inferior con aberturas (aberturas cuadradas o grandes ranuras) que permiten el uso de troneras como cobertura para disparar o lanzar balas, bolas, trozos de madera, materiales ardientes (arena candente, cal viva líquida, azufre y salitre). Los topos heredados de la historiografía del siglo XIX y retomados en películas bélicas ambientadas en la Edad Media evocan chorros de brea derretida (brea de pino y abedul), agua hirviendo, salmuera hirviendo o sustancias oleaginosas hirviendo, pero estos recursos eran demasiado escasos o valiosos para desperdiciarlos. Los tiempos de calentamiento, la ausencia de chimeneas en los muros cortina en general y la frecuente presencia de un terraplén en la base de los muros no justifican tal uso.
Generalmente decorada lateralmente y en el frente con merlones y troneras que pueden cubrirse con una contraventana de madera que gira sobre un muñón vertical, la buharda se construye con mayor frecuencia sobre un revestimiento vertical que permite a un hombre pararse en la parte trasera. Su cobertura se realiza mediante losa inclinada de piedra o, cuando su espesor es importante, mediante una caseta o cubierta inclinada. La mayoría de las veces se coloca en los muros cortina interiores (permite controlar los muros cortina exteriores) o encima del acceso a un castillo fortificado, equipado con arqueros o aspilleras, estas últimas permiten defender la puerta situada debajo. Ya en el siglo XI se decía que buhardar significaba fortificar, adornar con merlones de madera o vallas.
Una buharda puede confundirse a veces con las letrinas, pero estas últimas, sin uso defensivo, están en ménsulas sobre una pared, no tienen abertura y son más estrechas: generalmente descansan sobre dos ménsulas en lugar de tres o cuatro como las de una buharda. Sin embargo, a veces sucede que la brecha también sirve como letrina.
Claro está que con la aparición de la artillería, las buhardas y matacanes sobraron pero es singular que entonces, cabalmente, nacieran los elegantes merlones de piedra con los calados matacanes. Viollet dice que en Núremberg, fortificado por Alberto Durero, todavía regía en su tiempo una disposición singular, a saber: hourds en bois hourdés en briques el mortier sobre el parapeto ya grueso y apto para admitir artillería. El dispositivo que menciona es un tejado a dos aguas, cuyo piso puede sostenerse en la cresta del parapeto con riostras sobre el cordón, para dejar libres las cañoneras. 

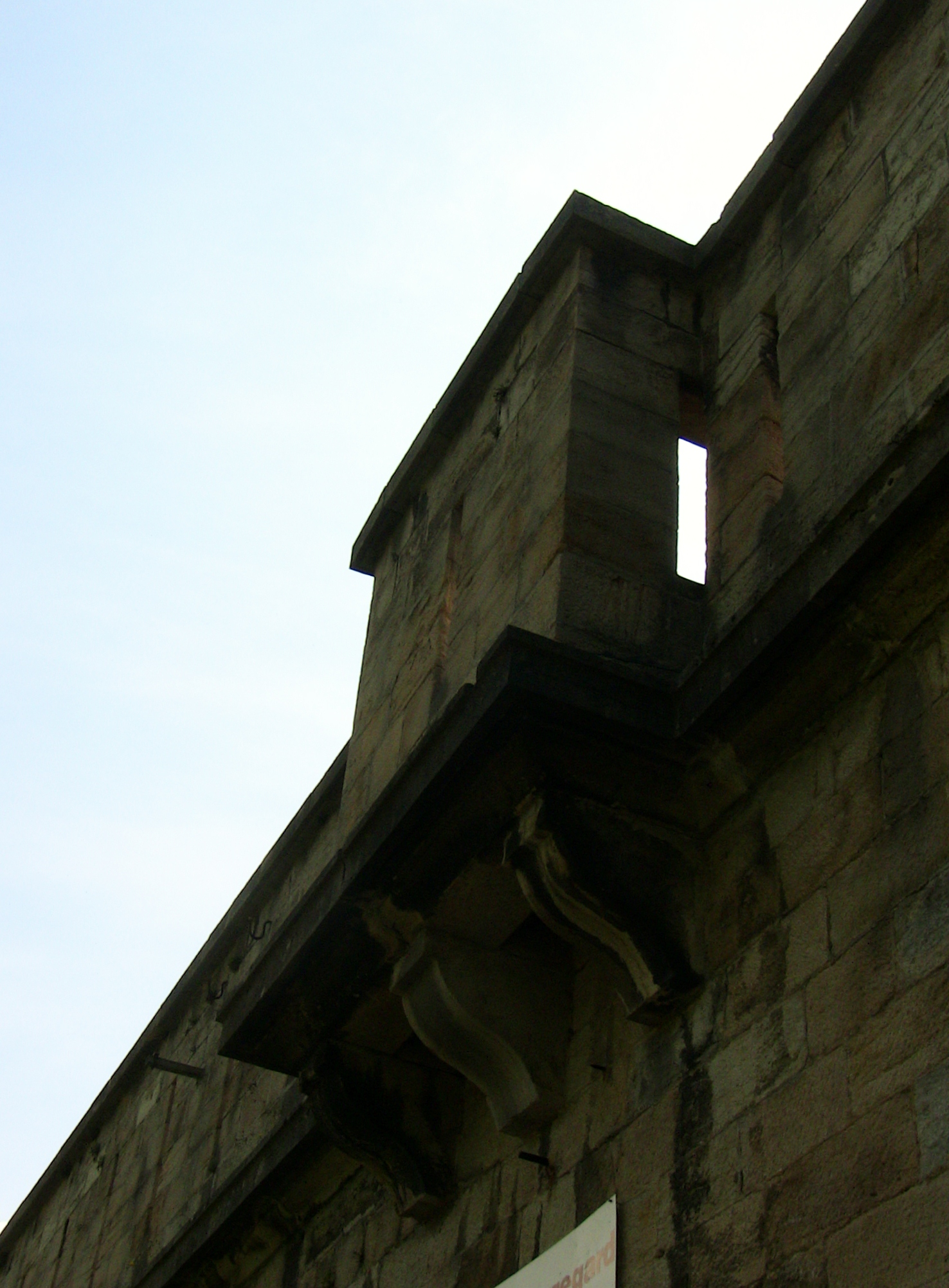
Una buharda abierta en el fuerte de Beauregard en Besançon.
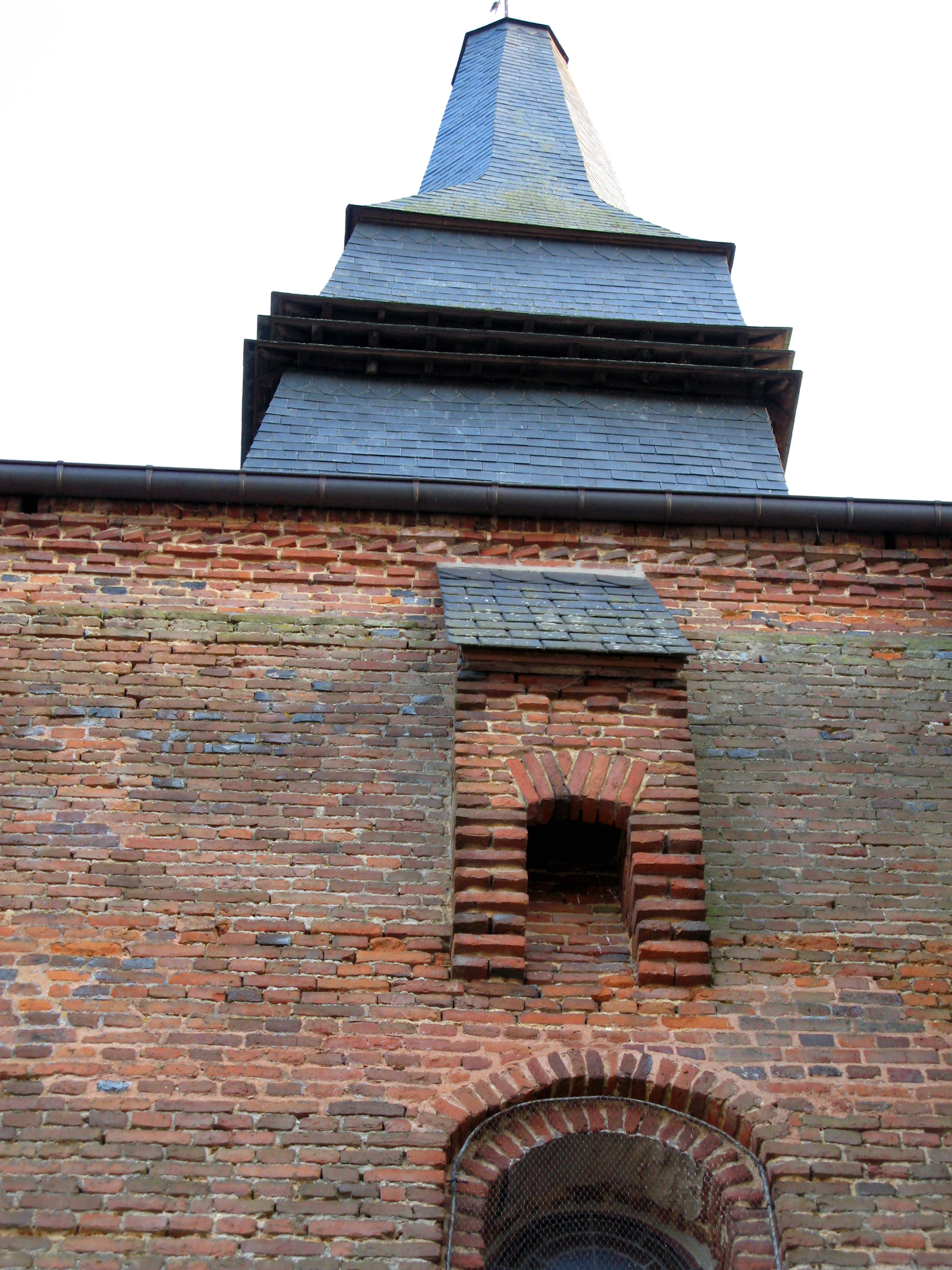
Una buharda cerrada de la iglesia fortificada en Archon en Aisne.
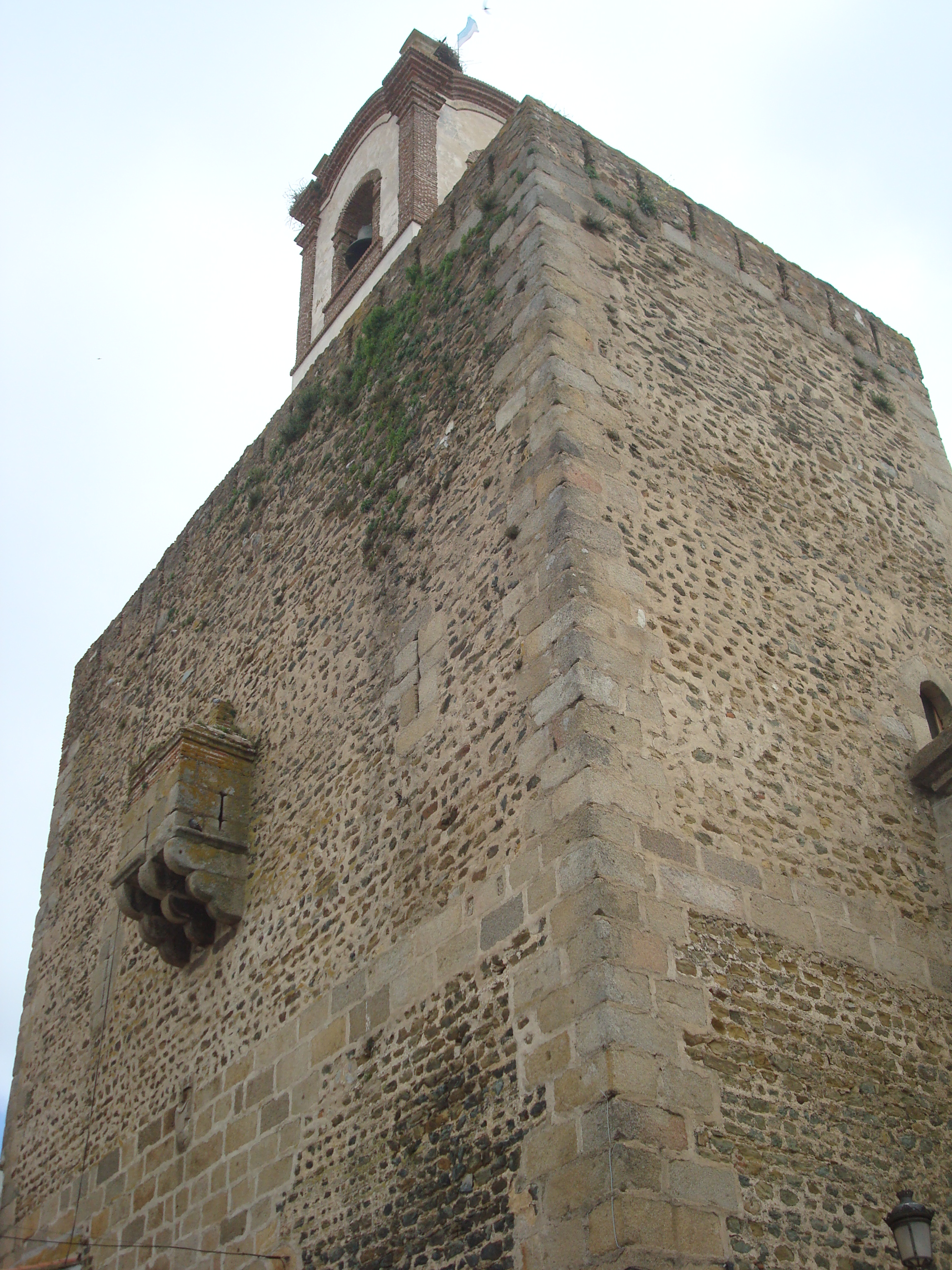
Vista lateral de la ladronera que defendía la puerta del castillo de Fregenal de la Sierra.
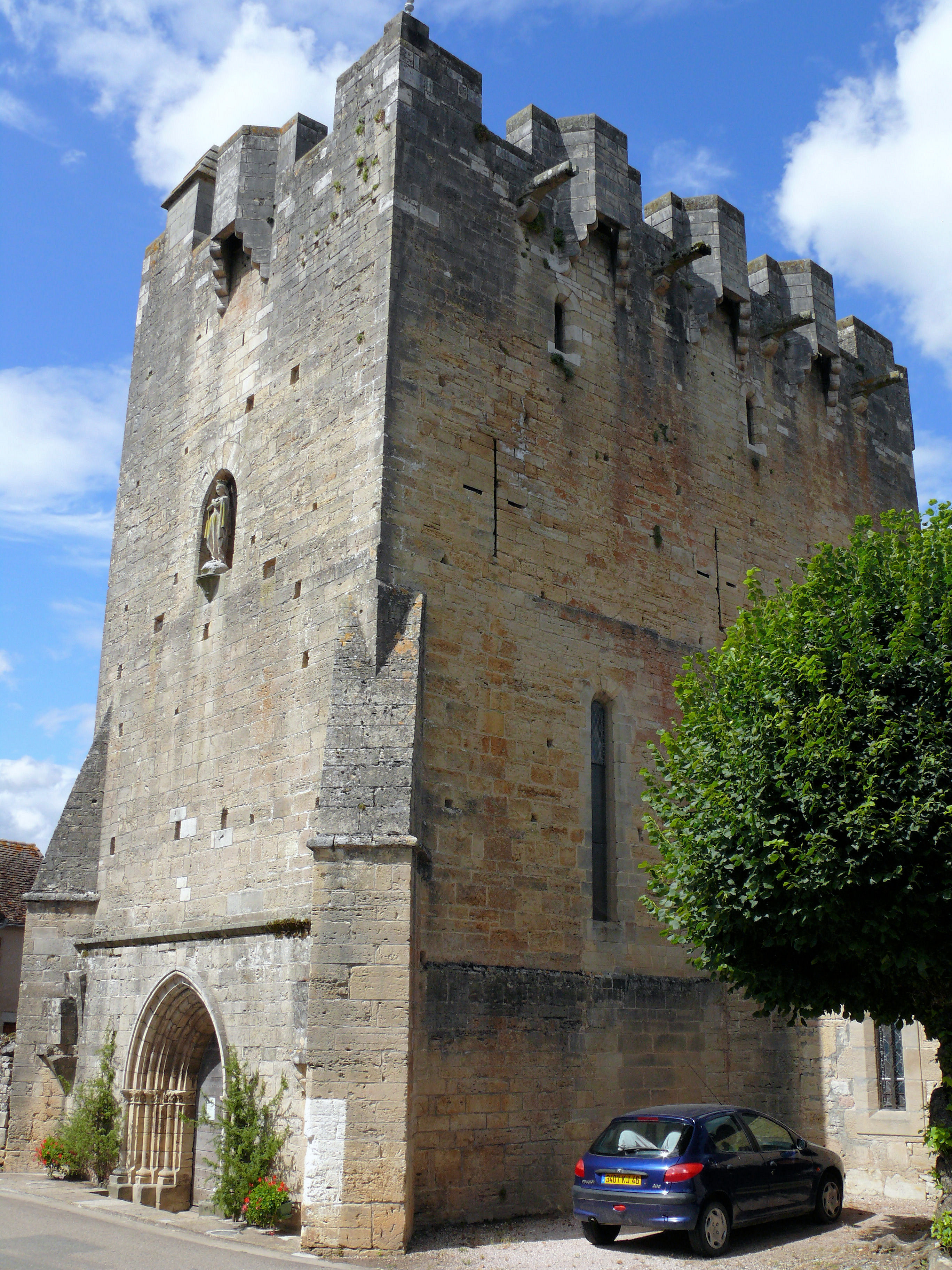
Buharda que defendía la puerta y las ventanas de una iglesia fortificada en Rudelle, Francia.
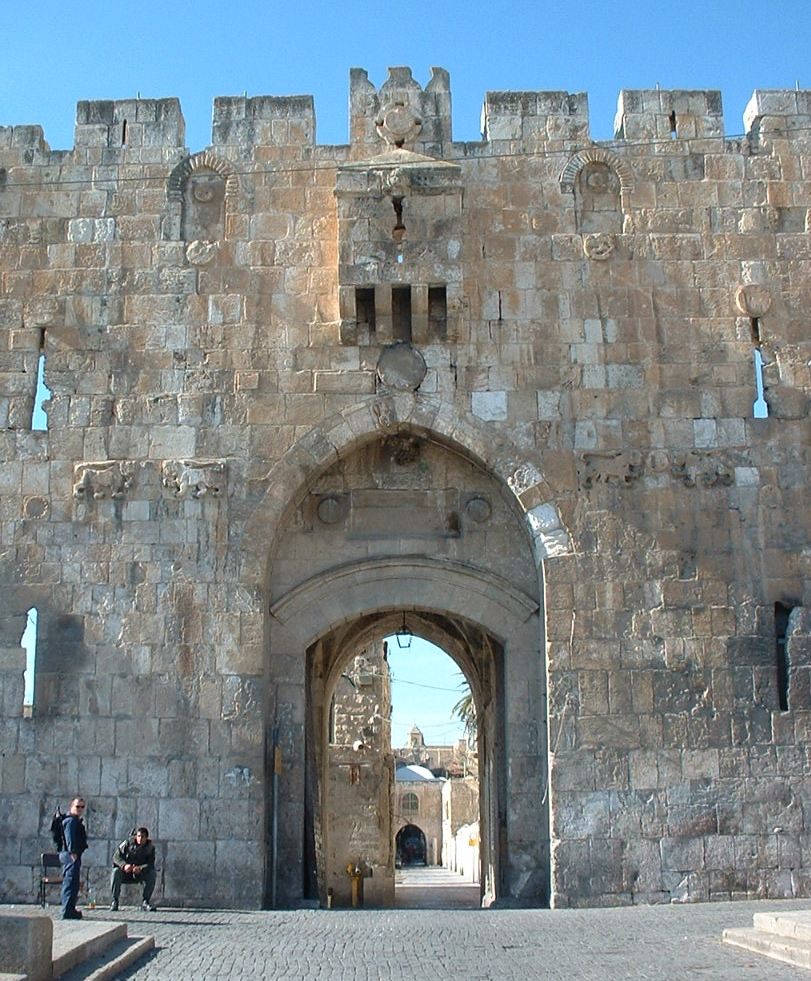
Ladronera en la puerta de San Esteban en Jerusalén.